# Charles Frazer (Botaniker)
Charles Frazer oder Fraser oder Frazier (* 1788 in Blair Atholl, Perthshire, Schottland; † 22. September 1831 in Parramatta, New South Wales) war von Beruf Gärtner und wurde zum Kolonialbotaniker in der Strafkolonie Australien ernannt.
Sein offizielles botanisches Autorenkürzel lautet „C.Fraser“.

## Leben
Charles Frazer wurde 1788 in Blair Atholl geboren. Später arbeitete er als Gärtner, vermutlich auf den umfangreichen Grundstücken des Duke of Atholl, und hatte dadurch Verbindungen zu den botanischen Gärten in Edinburgh und Glasgow.
1815 trat Frazer als Soldat in das 56. Regiment der Britischen Armee ein und kam am 8. April 1816 mit einem Sträflingstransport nach Sydney. Nach Verlegungen in das 46. (November 1816) bzw. das 48. Regiment (August 1817) wurde Fraser am 6. Januar 1821 aus der Armee entlassen und von Gouverneur Lachlan Macquarie offiziell zum Kolonialbotaniker ernannt, eine Position, die er bereits seit 1819 informell gehalten hatte.
Im darauf folgenden Jahrzehnt entwickelten sich unter Frasers Führung die Sydney Botanic Gardens zu einem der weltweit berühmtesten botanischen Garten. Frazer baute den Royal Botanic Gardens an der Double Bay in Sydney in der damaligen Größe von sechs Hektar auf, wo er bis 1825 nahezu 3.000 Pflanzenarten aus Großbritannien erfolgreich anbaute. Er experimentierte auch mit der Destillation von Eukalyptusöl und der Anpflanzung von Baumwolle, wofür er mit einer Goldmedaille der Agricultural and Horticultural Society ausgezeichnet wurde. Drei Pflanzen sind nach ihm benannt.
Mehr als dreißig Pflanzenarten sind nach ihm benannt, darunter Spezies in den Gattungen Acacia, Allocasuarina, Boronia, Dryandra, Ficus, Hakea, Marsdenia, Persoonia, Sophora und Swainsona. Seine Exemplare sind jetzt heute hauptsächlich in den Herbarien des Royal Botanic Gardens in Kew, des Natural History Museums in London, in der Druce-Fielding-Sammlung der University of Oxford sowie dem Royal Botanic Garden Sydney zu sehen.
Charles Frazer starb am 22. Dezember 1831 in Parramatta in New South Wales an einem Schlaganfall.

## Expeditionen
Frazer war Mitglied dreier von John Oxley geleiteten Expeditionen: 1817 zu den Flüssen Lachlan River und Macquarie River, 1918 in den Nord-Osten von New South Wales und 1819 in die Gegend um Port Macquarie und den Hastings River.
Mit John Thomas Bigge kam er zweimal nach Van-Diemens-Land, Neuseeland und Norfolk Island.
Anfang 1827 wurde Frazer berufen, den Militär James Stirling (1791–1865) während der Swan River-Expedition zu begleiten. Die Expedition sollte klären, ob das Gebiet um den Swan River an der Westküste Australiens als Standort für eine neue britische Siedlung geeignet sei. Frazers Bericht über die Qualität des Bodens war maßgeblich für die Entscheidung, die Swan River Colony in Western Australia zu gründen.
1828 reiste er mit Allan Cunningham an die Moreton Bay.